# Comprehensive and Progressive Agreement for Trans-Pacific Partnership

CPTPP-Unterzeichner
Mitglied – Unterzeichnet und ratifiziert
Antragsteller – Potentieller Mitgliedstaat

Das Comprehensive and Progressive Agreement for Trans-Pacific Partnership (CPTPP), etwa Umfassende und fortschrittliche Vereinbarung für eine Trans-Pazifische Partnerschaft, auch als TPP11 bekannt, ist ein durchverhandeltes und seit Ende Oktober 2018 von zwölf Vertragsstaaten ratifiziertes Handelsabkommen zwischen Australien, Brunei, Kanada, Chile, Japan, Malaysia, Mexiko, Neuseeland, Peru, Singapur, Vereinigtes Königreich und Vietnam. Diese Länder stehen für 13,4 % (etwa 13,5 Bill. USD) des weltweiten BIP; in der neuen Freihandelszone leben etwa 480 Millionen Menschen.

## Allgemeines
Das CPTPP entstand als Antwort auf das Austreten der USA aus der Transpazifischen Partnerschaft (TPP) unter Trump. Es beinhaltet die wesentlichen TPP-Bestimmungen, setzt jedoch 22 Regelungen außer Kraft, die nur von den Vereinigten Staaten befürwortet, aber von den anderen Staaten abgelehnt wurden. Das TPP war zwar am 4. Februar 2016 unterzeichnet worden, trat aber nach dem Rückzug der USA nicht in Kraft.
Alle Unterzeichner des TPP mit Ausnahme der USA vereinbarten im Mai 2017 den Neueintritt in die Verhandlungen und einigten sich im Januar 2018 auf den Abschluss des Comprehensive and Progressive Agreement for Trans-Pacific Partnership. Der Vertrag wurde am 8. März 2018 in Santiago de Chile unterzeichnet.
Am 31. Oktober 2018 hatten eine ausreichende Anzahl an Ländern das Abkommen ratifiziert und es trat am 30. Dezember 2018 in Kraft.

## Bestimmungen
Durch CPTPP werden zahlreiche Zölle abgeschafft oder gesenkt und der Marktzugang für Unternehmen erleichtert; die Volkswirtschaften der beteiligten Länder können sich dadurch stärker integrieren. Mittel- und langfristig sollen so Wertschöpfungsketten über die Grenzen hinweg entstehen. Zudem regelt das Abkommen auch etliche arbeitsrechtliche und umweltschutzpolitische Fragen sowie Bedingungen für öffentliche Ausschreibungen.
Ungefähr zwei Drittel der Bestimmungen sind deckungsgleich mit dem Stand des TPP, zu dem die USA die Verhandlungen verließen. Das Kapitel über Öffentliche Unternehmen (englisch state owned enterprise, SOE) ist unverändert und verpflichtet die Unterzeichner, Informationen über SOEs untereinander auszutauschen, um Fragen staatlicher Intervention auf den Märkten zu erkennen. Im Gegensatz zu TPP werden die Klagemöglichkeiten von Unternehmen gegen Regierungen beschränkt und die Regelungen zum Schutz geistigen Eigentums etwas zurückgefahren.
In CPTPP werden 22 von insgesamt über 1.000 Regelungen vor allem zu den Bestimmungen zum geistigen Eigentum zunächst ausgesetzt. Sollten die USA später doch noch beitreten, könnten die Regeln wieder in Kraft gesetzt werden.

## Verhandlungen
In den Verhandlungsrunden im Rahmen des Treffens der Asiatisch-Pazifischen Wirtschaftsgemeinschaft in Vietnam in November 2017 verweigerte der kanadische Premierminister Justin Trudeau die Unterschrift mit Hinweis auf Vorbehalte bezüglich der Regelungen für Kultur und Kraftfahrzeuge. Die Presse in Australien, Neuseeland und Japan kritisierte das als kanadische Sabotage. Kanada wiederum sah insbesondere die Rechte der französischsprachigen Minderheit als nicht ausreichend geschützt. Wesentlicher für Kanada waren aber unterschiedliche Auffassungen über die Fertigungstiefe: Während z. B. Japan für niedrige Quoten für innerhalb der CPTPP gefertigte Teile votierte, erwartete Kanada höhere. Bei TPP lagen diese 45 %, bei NAFTA 62,5 % unter den CPTPP-Vorschlägen. Im Januar 2018 kündigte Kanada seine Unterschrift an, allerdings unter dem Vorbehalt von Nebenvereinbarungen mit den anderen CPTPP-Mitgliedern.

## Unterzeichnung
Der Vertrag setze ein wichtiges Zeichen gegen den protektionistischen Druck, sagte Chiles Außenminister Heraldo Muñoz anlässlich der Unterzeichnungszeremonie. CPTPP stehe für eine dem Handel offene Welt, ohne einseitig ausgesprochene Sanktionen oder Androhungen eines Handelskrieges.

## Ratifizierungen
Bisher wurde das Abkommen von Mexiko (April 2018), Japan und Singapur (Juli 2018), Australien, Kanada und Neuseeland (Oktober 2018) sowie Vietnam (November 2018), Peru (Juli 2021), Malaysia (September 2022), Chile (Dezember 2022) und Brunei (Mai 2023) ratifiziert.
Im Januar 2018 bekundete das Vereinigte Königreich Interesse an einer Mitgliedschaft nach dem Brexit im März 2019. Im Oktober 2020 schloss das Vereinigte Königreich mit Japan das Freihandelsabkommen UK-Japan Comprehensive Economic Partnership Agreement, um dem Land nach dem EU-Austritt den Weg in das CPTPP zu ebnen. Am 20. Januar 2021 kündigte die britische Ministerin für internationalen Handel, Elizabeth Truss, in einer Rede an, dass das Vereinigte Königreich einen Aufnahmeantrag zu dem Abkommen stellen wird. Am 1. Februar 2021 sandte das Vereinigte Königreich eine offizielle Absichtserklärung (notification of intent letter) an Neuseeland, den Depositar des Handelsabkommens, um den Beitrittsprozess zu beginnen, der Ende März 2023 erfolgreich abgeschlossen wurde. Für mehr als 99 Prozent der in Großbritannien hergestellten Waren sollen dadurch die Zölle beim Export in die CPTPP-Mitgliedsländer wegfallen und so die britische Wirtschaft langfristig um 1,8 Milliarden Pfund pro Jahr profitieren.
Am 16. Juli 2023 unterzeichnete die britische Handelsministerin Kemi Badenoch den Beitrittsvertrag. Der Vertrag wurde im Mai 2024 ratizifiert und trat im Dezember 2024 in Kraft. 

## Potentielle zukünftige Mitglieder
Am 25. Januar 2018 äußerte Donald Trump in einem Interview Interesse an einem möglichen Wiedereintritt zum TPP, wenn ein „wesentlich besserer Deal“ zugunsten der USA zu erwarten sei. Am 12. April 2018 wies Donald Trump den Direktor des National Economic Council der USA, Larry Kudlow, und den Handelsbeauftragten der Vereinigten Staaten Robert Lighthizer an, den Wiedereintritt in TPP zu prüfen. Japan würde ein Wiedereintreten der Vereinigten Staaten in das Bündnis begrüßen. Allerdings versuchte Trump während seiner Amtszeit, in bilateralen Gesprächen mit der japanischen Regierung bessere Bedingungen für seine Exporteure zu erzielen.
Weiter dürften Thailand und Kolumbien zu den ersten Staaten gehören, mit denen über eine Aufnahme verhandelt wird. Thailand hat bereits erklärt, dass es dem Bündnis schnellstmöglich beitreten möchte. Daneben zeigen auch Indonesien, Südkorea und Taiwan Interesse.

## Vergleichbare Abkommen
CPTPP ähnelt in Wirkungsweise und Zielen bi- und multilateralen Abkommen wie dem Freihandelsabkommen EU-Japan (JEFTA), Freihandelsabkommen EU-Kanda (CETA), 
Nordamerikanisches Freihandelsabkommen (USMCA), African Continental Free Trade Agreement (AfCFTA), Regional Comprehensive Economic Partnership (RCEP) oder der TTIP.
Viele CPTTP-Mitglieder sind gleichzeitig auch Mitglied in anderen Abkommen dieser Art.